# Inter'val
La ligne Inter'val était une ligne de bus de Lille Métropole qui reliait la station du métro de Lille Fort de Mons (ligne 2) à la station Pont de Bois (ligne 1), dans la commune voisine de Villeneuve-d'Ascq.
La ligne de bus L6 la remplace. Elle relie la station de métro Fort de Mons à Villeneuve d'Ascq – Contrescarpe et dessert la station Pont de Bois.